# Sanstefanská mírová smlouva

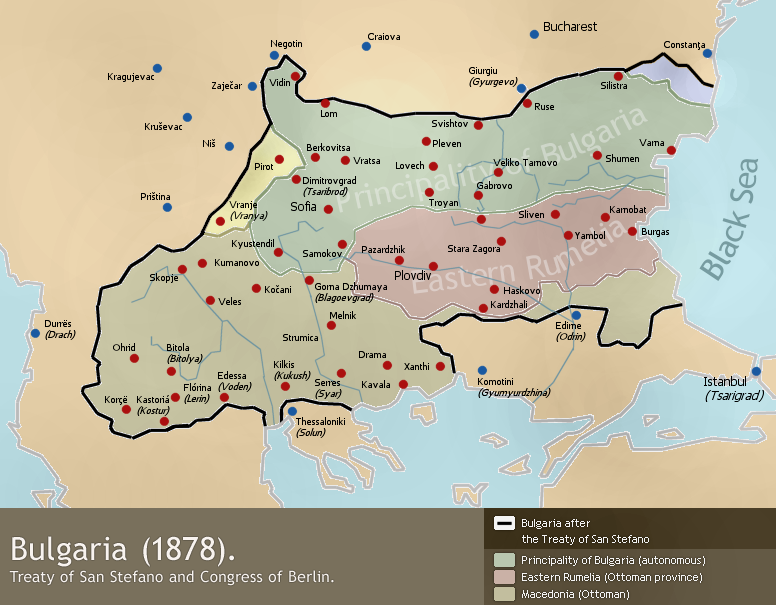
Velké Bulharsko dle Sanstefanské smlouvy

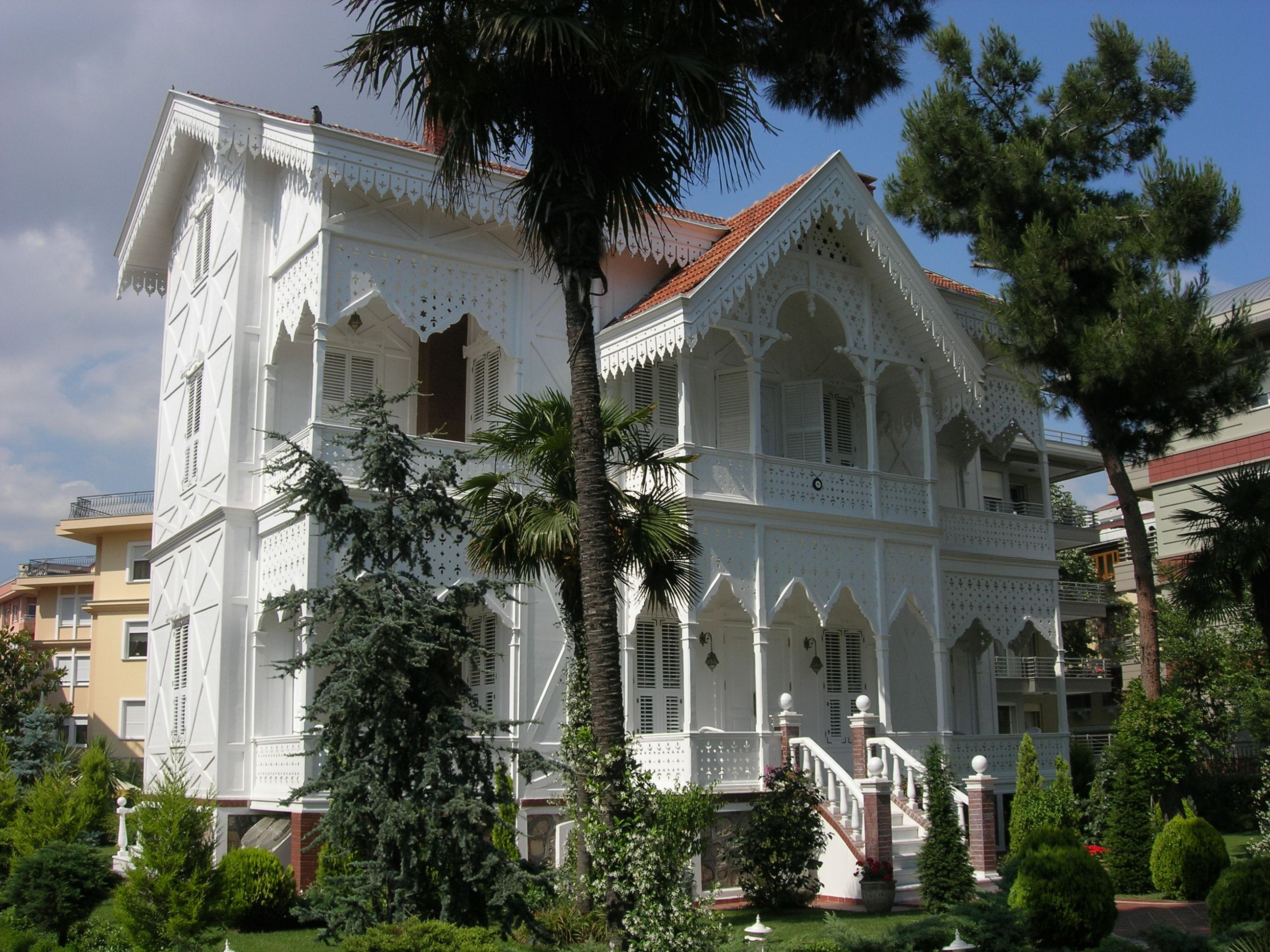
Dům, kde byla smlouva signována

Sanstefanská mírová smlouva byla rusko-turecká předběžná smlouva, která byla podepsána 3. března 1878 na istanbulském předměstí San Stefano (dnes Yeşilköy). Tato smlouva ukončila rusko-tureckou válku trvající v rozmezí let 1877–1878.
Sanstefanská smlouva vycházela z představ nekritického panslavismu a vůbec nebrala v úvahu reálné postavení Ruska v mezinárodním systému. Pokud by totiž došlo k jejímu naplnění, pak by znamenala významné posílení ruského vlivu na Balkánském poloostrově a změnu stávajícího rozložení sil evropských velmocí.

## Obsah smlouvy
Smlouva obsahuje preambuli, 29 článků a závěr. Hovoří o změnách uspořádání Rumunska, Bulharska, Černé Hory a Srbska.
Smlouvu podepsali ruský velvyslanec v Turecku Alexander Nelidov a vládní vyjednávač kníže Nikolaj Pavlovič Ignaťjev, turecký ministr zahraničních věcí Safvet Paša a turecký velvyslanec v Německu Sadullah Bej.

### Černá Hora, Srbsko a Rumunsko
- Území Černé Hory se téměř zdvojnásobilo připojením bývalých osmanských území Nikšić, Podgorica a Antivari (čl. 1). Turecko uznalo její nezávislost (čl. 2).
- Srbsko anektovalo města Niš a Leskovac a získalo nezávislost (čl. 3).[1]
- Vysoká Porta uznala nezávislost Rumunska (čl. 6).

### Bulharsko
- Dle smlouvy se Bulharsko stalo autonomním podřízeným knížectvím, tzv. "Velkým Bulharskem" s právem na vlastní vládu a armádu. Jeho nové území mělo rozlohu 170 000 km2. K území patřilo celé severní Bulharsko až po Dunaj, s výjimkou severní Dobrudži, která připadla Rumunsku jako ruská kompenzace za Besarábii a zajištění jeho přístupu k moři.
- Velké Bulharsko dále zahrnovalo celou severní Thrákii, společně s Gjumjurdžinskem a téměř celou Makedonií, včetně přístupu k Egejskému moři (čl. 6).
- Soluň a poloostrov Chalkidiki zůstaly Turecku.
- V čele Velkého Bulharska měl stát volený princ (kníže) schválený osmanskou Nejvyšší portou a evropskými mocnostmi. Nově zřízená bulharská Šlechtická rada (sněm) měla připravit návrh nové ústavy. (čl. 7).
- Turecká armáda se měla z Velkého Bulharska stáhnout. Ruská vojenská přítomnost byla plánována ještě na další dva roky (čl. 8).

### Rusko
- Rusko získalo území v Zakavkazsku (včetně měst Batumi a Kars), dále celou Besarábii a severní Dobrudžu, která ale byla přenechána Rumunsku jakožto součást kompenzace za Besarábii. (čl. 19).
- Turecko se zavázalo k reformám v Bosně a Hercegovině (čl. 14), na Krétě, Epiru a Thesálii (čl. 15).
- Režim v Úžinách (Bosporu a Dardanely) umožňoval svobodnou plavbu všem neutrálním lodím v míru i ve válce. (čl. 24).

### Znázornění územních změn

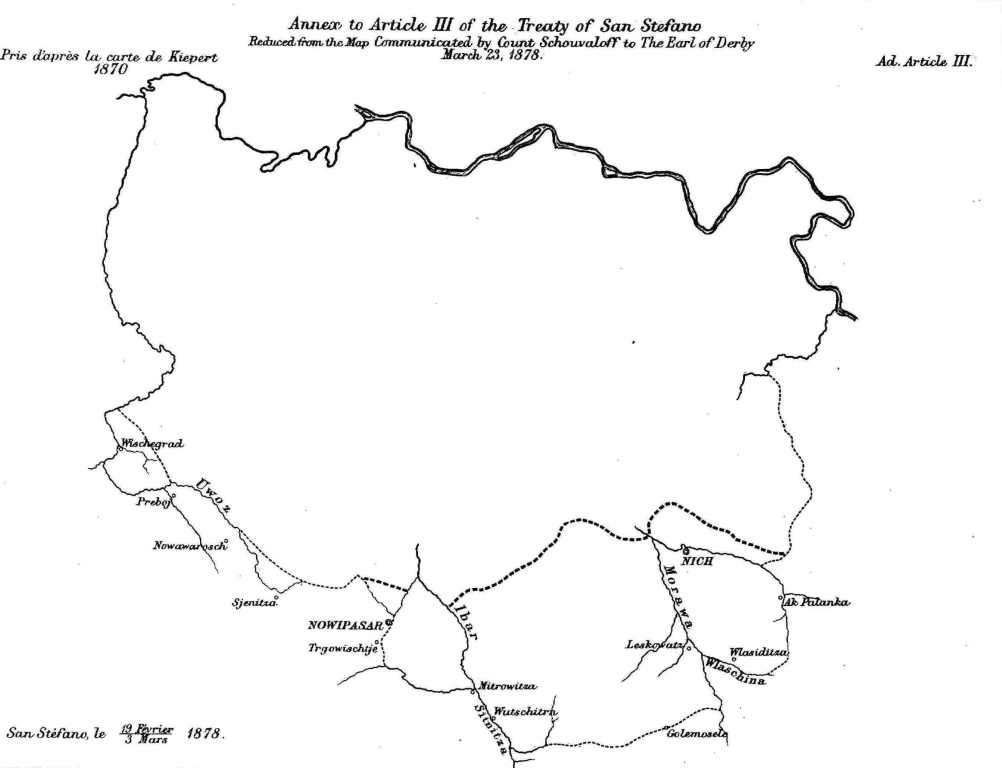
Změny hranic Srbska
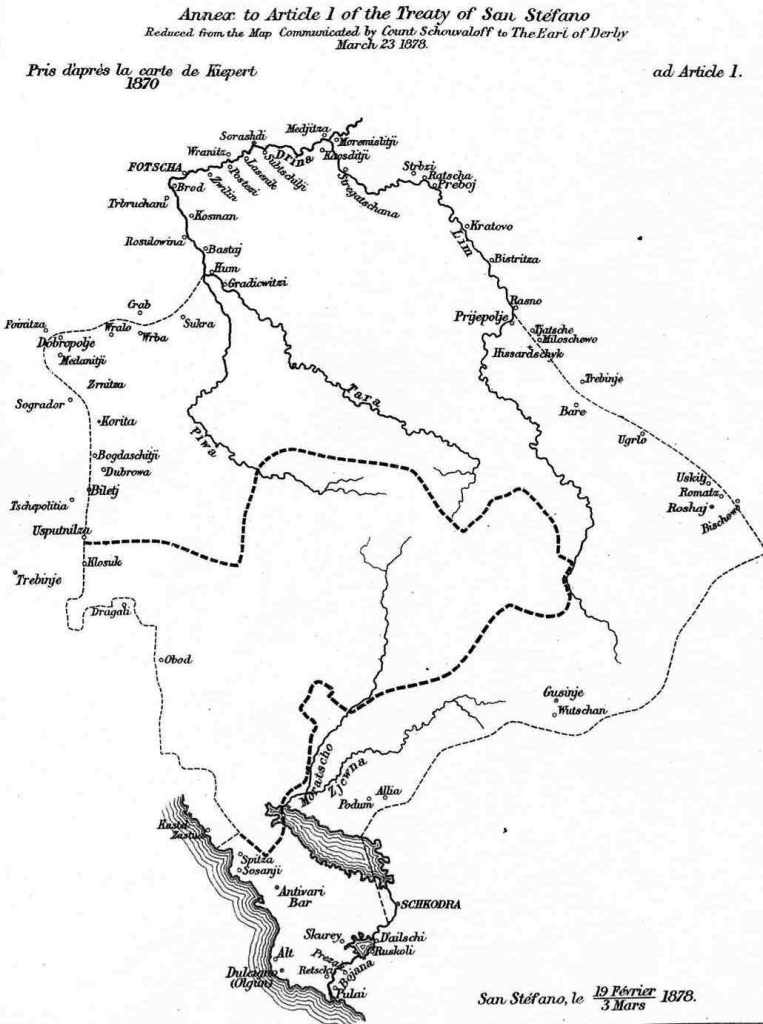
Změny hranic Černé Hory
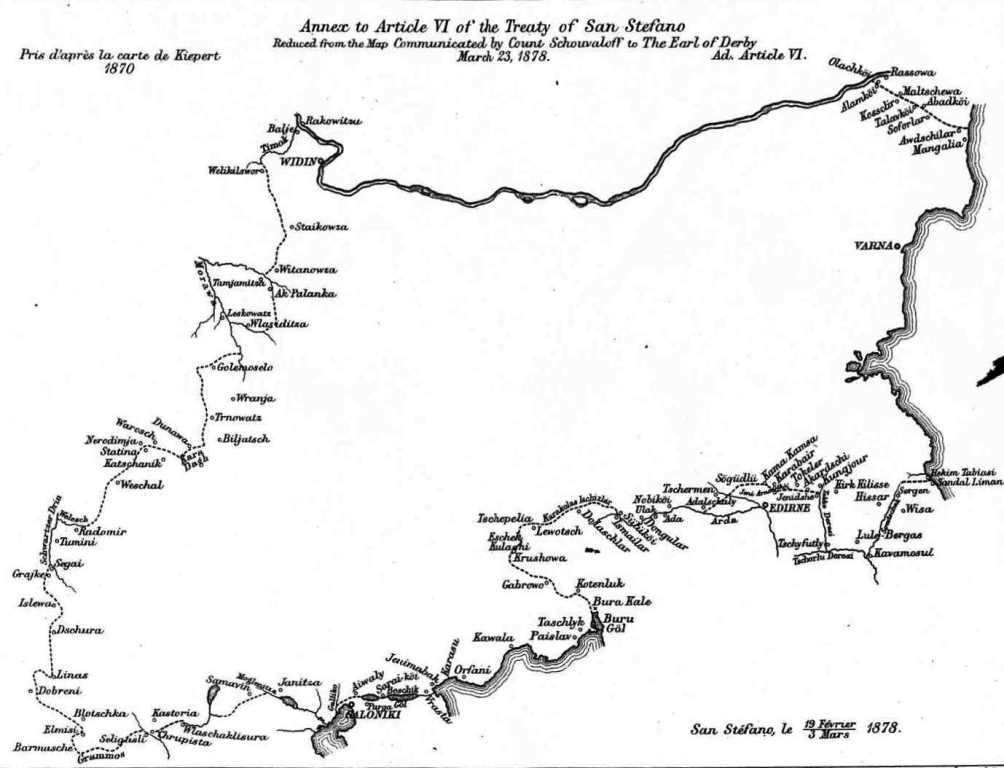
Změny hranic nového Bulharského knížectví
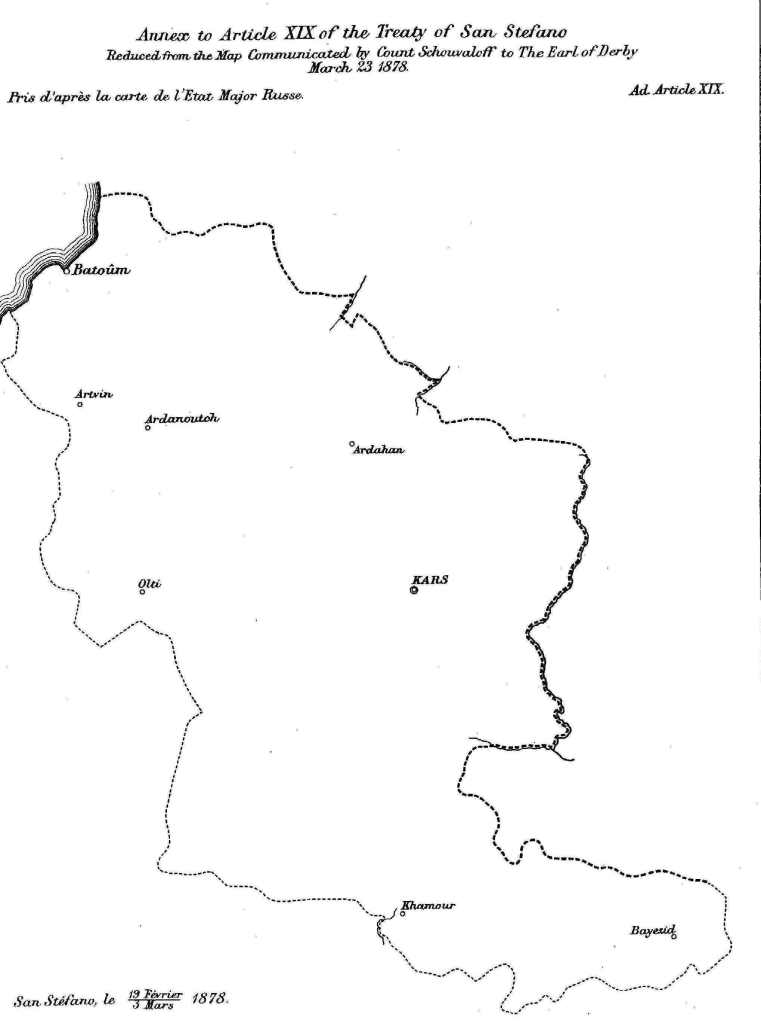
Změny hranic mezi Ruskem a Tureckem v Zakavkazsku

## Reakce evropských velmocí
Obsah Sanstefanské smlouvy, zejména pak vytvoření „Velkého Bulharska“, byl ostatními mocnostmi chápán jako průhledný pokus Ruska získat přístup do Středomoří. Rakousko-Uhersko tuto smlouvu navíc považovalo za bezprecedentní porušení předchozích dohod (viz Budapešťská konvence). Důsledkem podpisu této smlouvy byl kategorický odpor Velké Británie (povolala vojenské rezervy, okupovala Kypr), přičemž Rusko se neodvážilo vyvolat novou válku. 
Berlínský kongres již v létě 1878 provedl revizi smlouvy, která silně redukovala zejména sanstefanské zisky Bulharska.